# Gastromega badia
Gastromega badia är en fjärilsart som beskrevs av Saalmüller 1877/78. Gastromega badia ingår i släktet Gastromega och familjen ädelspinnare. Inga underarter finns listade i Catalogue of Life.